# Gáll Ádám
Gáll Ádám (Debrecen, 1953. január 25. –) festőművész.

## Élete
A Magyar Képzőművészeti Főiskola festő szakán végzett 1978-ban. Tagja a Magyar Alkotóművészek Országos Egyesületének (MAOE), a Magyar Képző- és Iparművészek Szövetségének (MKISZ) és a Magyar Festők Társaságának. 2011-ben megkapta a Munkácsy Mihály-díjat. Képeit és verseit/írásait tartalmazó önálló kötetei: Terrénum (2009), Eltűnésmintázatok (2018).

## Önálló kiállításai
- 1992 - Időforduló - Egg-Galerie, Rheineck, Svájc
- 1993 - Az eredet - Egg-Galerie, Rheineck, Svájc
- 1994 - Az emlékezés falai - Raiffeisenverband, Salzburg, Ausztria
- 1995 - Pasztellkiállítás - CWAG, Budapest
  - Szavak után - Újlipótvárosi Klub-Galéria, Budapest
- 1996 - Az eltávolodás fokozatai - Ladányi Galéria, Püspökladány
  - Pasztellkiállítás - Fehér Holló Fogadó, Karcag
- 1997 - Pasztellkiállítás - Corvinbank, Budapest
- 2001 - Falak - Újlipótvárosi Klub-Galéria, Budapest
- 2006 - Memento - Újlipótvárosi Klub-Galéria, Budapest
- 2008 - Vakolatképek - Karacs Ferenc Gimnázium Galéria, Püspökladány
  - Continuo - Vajda Lajos Stúdió, Szentendre
- 2010 - Falak II - Art9 Galéria, Budapest
- 2013 - Gáll Ádám 60 - KULTI – Karinthy Szalon, Budapest
- 2016 - Eltűnésmintázatok - Újlipótvárosi Klub-Galéria, Budapest

## Művek köz- és magángyűjteményekben
- Katona József Múzeum Kecskeméti Képtár
- T-Art Alapítvány kortárs gyűjteménye, Budapest
- Kortárs Magyar Galéria, Dunaszerdahely
- Harasztÿ Kortárs Gyűjtemény
- Dr. Bodnár Zoltán magángyűjteménye
- KOGART Kortárs Művészeti Gyűjtemény
- Novotny Tihamér gyűjteménye

## Publikációk
- Mozgó Világ VI. évf. 1980/9 (versek)
- Elizabeth Eldring: Warme mittelalterliche Symbolik zur stillen Zeit, Der Rheintaler, 1992.12.14.
- Elizabeth Eldring: Der Mensch aus der Sicht dreier Künstler, Der Rheintaler, 1993.01.11.
- Elizabeth Eldring: Den "Ursprung" gefunden, Der Rheintaler, 1993.11.29.
- (kerékgyártó): Szavak után, képek előtt, Új Magyarország V. évf. 254. szám, 1995.10.30.
- Tamás Irma: Szavak után, EGIS Hírlap XXVIII. évf. 22. szám, 1995.11.01.
- Kerékgyártó Béla: Az eltávolodás fokozatai, Hajdú-Bihari Napló, 1996.09.30.
- Körmendi Lajos: A lakhatatlan kint és a lakható bent, Karcagi Hírmondó, 1996.10.18.
- Alföld XLVIII. évf. 1997/9. (grafikák)
- Valóság XL. évf. 1997/11. (grafikák)
- Pór Vilmos: Rom és Fuga - Gáll Ádám tér-idő kísérletei, Vasárnapi Hírek 16. évf. 25. szám, 2000.06.18.
- Pogány Gábor: G. Á., Kortárs magyar művészeti lexikon, Enciklopédia Kiadó, Budapest 2001. p. 689.
- Révai Új Lexikona VIII. kötet, Babits Kiadó, Budapest 2001.
- Zalán Tibor: Falak, Sarokház 2001/9
- Dárday Nikolett: Meditáció, Sarokház 2001/9
- Szathmáry József: Gondolatok G. Á. képeinek szemlélésekor, ART forum 2005.
- Wehner Tibor: Párhuzamok /Gáll Ádám, M. Novák András, Scholz Erik, Végh András/ - kiállítás-megnyitó (kézirat), elhangzott: Újlipótvárosi Klub-Galéria, 2005.02.02.
- Száz év - száz művész - száz mű, József Attila: Töredékek 1905-2005, Arcus Kiadó, Vác 2005. p. 17.
- Zalán Tibor: Megnyitó tíz hangra, Napút VII. évf. 7. szám, 2005/11
- Az út 1956-2006, MKISZ kiadványa, 2006. p. IV/77.
- Novotny Tihamér: Találkozások /Bartl, Dréher, Gáll, Serényi/ - kiállítás-megnyitó és katalógus, 2006.
- Wehner Tibor: Mélységek, Napút IX. évf. 1. szám, 2007/1
- Szabó Noémi: Gondolattér és múltmentés, Élet és Irodalom L. évf. 45. szám, 2006.11.10.
- Stress - Művészet, tudomány, Belvárosi Művészek Társasága kiadványa, 2007.
- Novotny Tihamér: Continuo, avagy a festészet állandó mélyszólama, Duna-part, VI. évf. 4. szám, 2008/4
- Lóska Lajos: Falkarcolatok, Új Művészet XIX. évf. 11. szám, 2008/11
- Versmondó XVI. évf. 5. szám, 2008/10 (versek, grafikák)
- Révai Új Lexikona XIX. kieg. kötet, Babits Kiadó, Budapest 2008.
- Szabó Noémi: Testet öltött anyag, Élet és irodalom LIII. évf. 32. szám, 2009. 08. 07.
- Gáll Ádám: Terrénum. Budapest, 2009, EX-BB Kiadó.
- Zalán Tibor: Gáll Ádám - Terrénum, terasz.hu, 2009.12.30.
- Novotny Tihamér: Anyag és faktúra - kiállítás-megnyitó, 2010.05.21., kézirat
- Pannó - Panorámák, MKISZ, 2010
- Balázs Sándor: Hagyni a képet lélegezni, Új KönyvPiac, 2010. július-augusztus
- Knox: Az enyészet relikviái, Ferencváros, 2010.11.26.
- P. Szabó Ernő: Falak Pannóniából, Új Művészet XXII. évf. 1. szám, 2011/1
- Somhegyi Zoltán: Meditatív erőtér, Új Művészet XXII. évf. 9. szám, 2011/9
- Cukor György: A pillanat képírója, Kortárs 55. évf. 11. szám, 2011.
- Matéria Művészeti Társaság kiadványa (Grecsó Krisztián: A matéria krónikásai), 2012
- Száz év – száz novella – száz grafika, Kétpercesek – Hommage a Örkény, Arcus Kiadó, Vác 2012. p. 60.
- Sinkó István: Túl a matérián, Új Művészet XXIII. évf. 6. szám, 2012/6
- Szeifert Judit: Földbe vájt és falba vésett jelek, Új Művészet XXIV. évf. 11. szám, 2013/11
- Szeifert Judit: Töredék-metaforák. A lírai archaizálás jelensége a magyar művészetben, kepiras.com, 2013.11.30.
- Novotny Tihamér: Continuo, avagy a festészet állandó mélyszólama, in N.T.: A látható és a láthatatlan, 2014. p. 222-224.
- KÉP-TÁR-HÁZ, MKISZ kiadványa, 2014. p.166-167.
- Labirintus, MAOE kiadványa, 2014. p.103.
- Wehner Tibor: Matéria-rejtélyek, Új Művészet, 2015. január-február
- Hemrik László: Köztes időben, Új Művészet, 2015. augusztus
- László Melinda: Az anyag energiája, Új Művészet, 2016. november
- Hemrik László: Eltűnésmintázatok (kiállítás-megnyitó), Eltűnésmintázatok, EX-BB Kiadó, 2018.
- Szeifert Judit: 80+20 Kováts Albert és a Magyar Festők Társasága, Műcsarnok, 2016
- Ruben Balla: Konstellációk, Új Művészet, 2017. November
- Pataki Gábor: Gáll Ádám műveiről, Eltűnésmintázatok, EX-BB Kiadó, 2018.
- Gáll Ádám: Eltűnésmintázatok. Budapest, 2018, EX-BB Kiadó

## Díjai, ösztöndíjai
- 2000 - ART 13 Millenniumi Kiállítás - pályázati díj
- 2002 - Tendenciák - MAOE szakmai díja
- 2004 - NKA Alkotói ösztöndíja
- 2006 - XIX. Debreceni Országos Nyári Tárlat - MAOE nívódíja
  - XIII. kerületi Önkormányzat - 56-os pályázati díja
  - III. Kortárs Keresztény Ikonográfiai Biennálé - MAOE szakmai díja
- 2008 - MAOE Alkotói ösztöndíja
  - Fekete képek, Magyar Festők Társasága - MAOE szakmai díja
- 2010 - XIII. Táblaképfestészeti Biennále szakmai díja
  - XII. Patak Fesztivál - Szigetszentmiklós Város Önkormányzatának díja
- 2011 -Munkácsy Mihály-díj
- 2013 - MMA Képzőművészeti Tagozat művészeti ösztöndíja (2013-2014)
- 2014 - MAOE szakmai elismerése
- 2018 - Magyar Festészet Napja – MANK díja